# Luzy-Saint-Martin
Luzy-Saint-Martin är en kommun i departementet Meuse i regionen Grand Est (tidigare regionen Lorraine) i nordöstra Frankrike. Kommunen ligger i kantonen Stenay som tillhör arrondissementet Verdun. År 2022 hade Luzy-Saint-Martin 113 invånare.

## Befolkningsutveckling
Antalet invånare i kommunen Luzy-Saint-Martin
| Referens: INSEE |